# 新北大都会公園

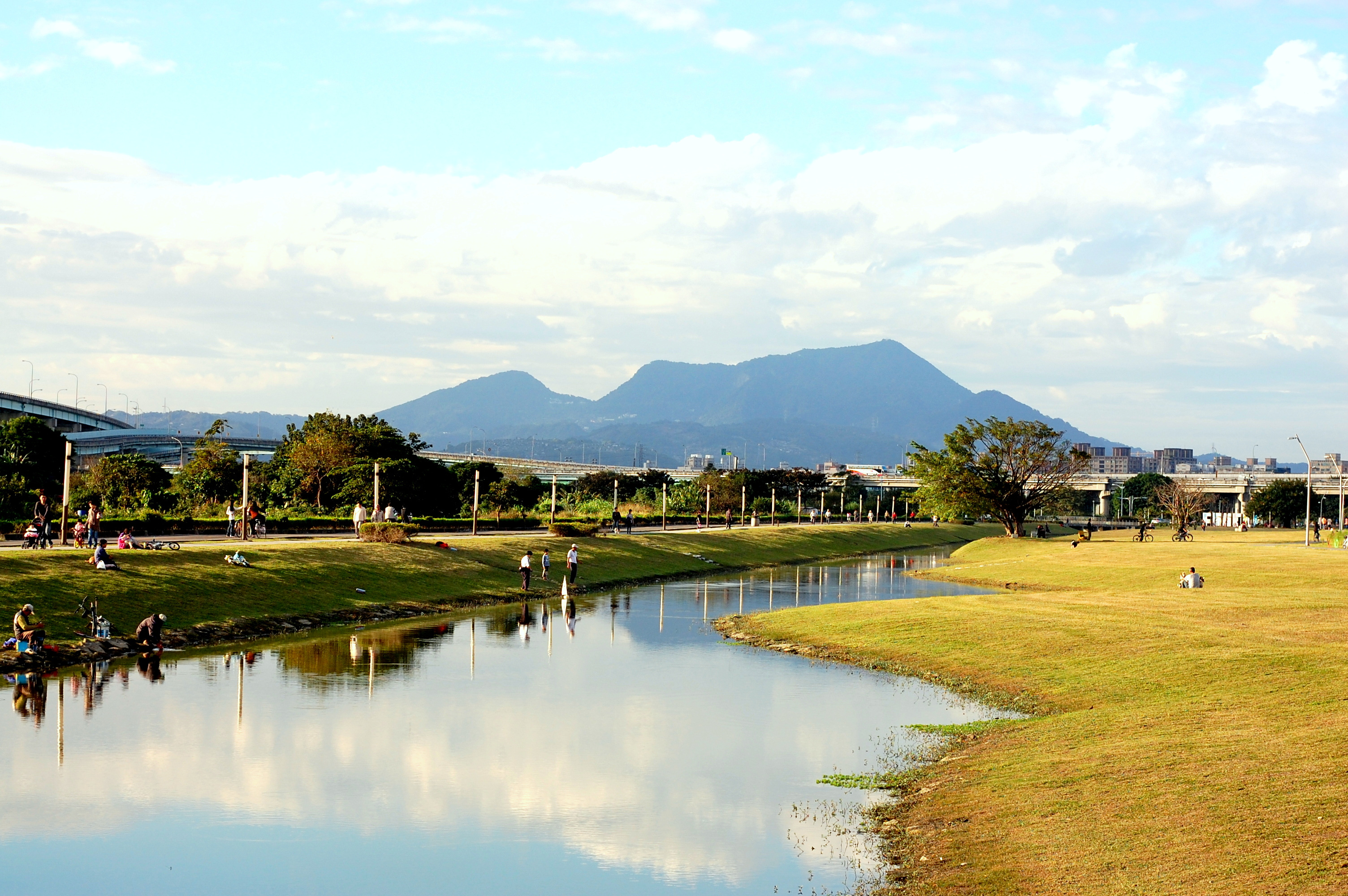
新北大都会公園

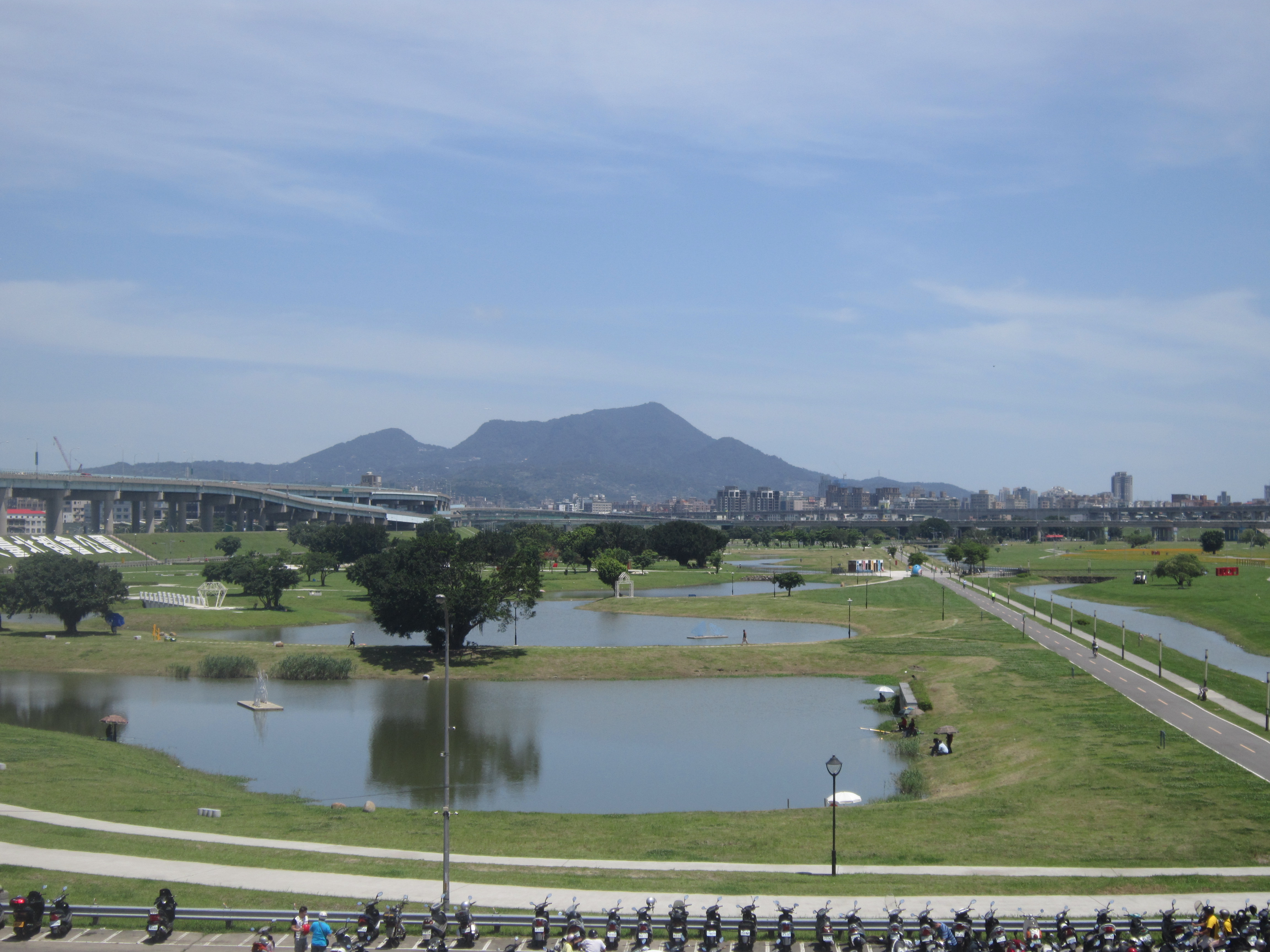
新北大都会公園（後ろに見えるのは観音山 ）

新北大都会公園（改名前）。後ろに台64線の高速道路と群光電子本社ビルが見える

新北大都会公園（しんほくだいとかいこうえん、中国語: 新北大都會公園、英語: New Taipei Metropolitan park）は、新北市の三重区、新荘区、五股区、蘆洲区にまたがる公園である。「大台北都会公園計画設計」プロジェクトによって、2008年から台北県政府（現・新北市政府）によって整備が進められてきた。名称に「都会公園」を含むが、他の都会公園の語を含む台湾の公園と異なり、内政部営建署の管轄ではない。 
以前は「大台北都会公園」の名称であり（大台北は新北市と台北市両方を含む台北都市圏を意味する）、台北市に存在すると誤解されやすかったため、2019年8月に改称された。英語名には元からNew Taipeiを含んでおり、新北（英語でNew Taipei）の名前がついている。 

## 概要
台北盆地のちょうど中心部に位置し、緑あふれる空間となっている。面積は424ヘクタールであり、これはニューヨークのセントラルパークの1.25倍の大きさである。河川増水時に水を逃がすための放水路「二重疏洪道」が公園の中心を流れており、全長7.7キロメートル、幅450〜750メートルである。

## 受賞
- 2011年第20回中華建築金石奨（中国語版）公共建築を受賞[2][3]。
- 2019年世界不動産連盟（FIABCI）主催の世界最優秀建築賞(FIABCI World Prix D'excellence Awards、FIABCI賞)で公共インフラ・アメニティー部門（Public Infrastructures Amenities）のシルバー・アワードを受賞[4][5]。

## 総合計画
大都会公園は、南北にかけて7つのゾーンに分かれている。
1. 生態ゾーン入口
2. 生活体験ゾーン
3. 都会親水ゾーン
4. 左岸運動レジャーゾーン
5. 右岸運動レジャーゾーン
6. 自然体験ゾーン
7. 生態ゾーン出口

## 周辺施設
- 台64線
- 群光電子本社ビル（中国語版）
- 桃園捷運機場線 三重駅
- 台北捷運中和新蘆線 三重駅
- 重新橋
- 新北大橋（中国語版）